# Virginie Pichet
Virginie Pichet (ur. 28 stycznia 1983) – francuska tenisistka.
Zwyciężczyni 7 turniejów cyklu ITF w grze singlowej i 5 w grze deblowej. W rankingu WTA sklasyfikowana najwyżej na 120 miejscu.
Karierę tenisowa rozpoczęła w 1999 roku, biorąc udział w niewielkim turnieju ITF w Le Touquet, w którym po wygraniu kwalifikacji, zagrała w pierwszej rundzie gry singlowej turnieju głównego. W latach 2000–2002 dziewięciokrotnie dochodziła do finałów gry pojedynczej ale dopiero za dziesiątym razem, w 2003 roku, udało jej się wygrać swój pierwszy turniej singlowy.
W 2003 roku otrzymała dziką kartę do udziału w turnieju wielkoszlemowym Roland Garros, ale przegrała w pierwszej rundzie z Patty Schnyder ze Szwajcarii. W sierpniu 2003 roku wygrała dwie pierwsze rundy kwalifikacji do US Open, pokonując w nich Cipporę Obziler i Olgę Kałużnają i przegrała trzecią, decydującą o awansie do fazy głównej, ze Stephanie Gehrlein. W 2004 ponownie z dziką kartą zagrała w tym samym turnieju ale też odpadła w pierwszej rundzie. W 2006 roku zagrała po raz trzeci w turnieju głównym Roland Garros, tym razem po wygranych kwalifikacjach, pokonując takie tenisistki jak: Natalia Gussoni, Anne Kremer i Kirsten Flipkens. W pierwszej rundzie turnieju głównego trafiła ponownie na Kirsten Flipkens, która zagrała w fazie głównej jako tzw. lucky loser (szczęśliwy przegrany), a która zrewanżowała się za trzecią rundę kwalifikacji i wygrała 6:2, 6:3.
Karierę zakończyła w 2009 roku.

## Wygrane turnieje singlowe
|    | Data       | Turniej        | Kat. | ($)    | Naw.     | Finalistka             | Wynik         |
| 1. | 27/07/2003 | Les Contamines | ITF  | 25 000 | twarda   | Nathalie Viérin        | 4:6, 6:4, 6:3 |
| 2. | 28/03/2004 | Ateny          | ITF  | 25 000 | twarda   | Kateřina Böhmová       | 6:1, 6:2      |
| 3. | 25/06/2005 | Périgueux      | ITF  | 25 000 | ziemna   | Kaciaryna Dziehalewicz | 6:3, 7:6      |
| 4. | 22/01/2006 | Tipton         | ITF  | 10 000 | twarda   | Irena Pavlovic         | 6:4, 6:1      |
| 5. | 29/01/2006 | Grenoble       | ITF  | 10 000 | twarda   | Gaelle Desperrier      | 6:3, 6:1      |
| 6. | 04/02/2007 | Belfort        | ITF  | 25 000 | dywanowa | Stefanie Vögele        | 2:6, 6:0, 6:2 |
| 7. | 27/10/2007 | Saint Denis    | ITF  | 25 000 | twarda   | Teodora Mirčić         | 6:1, 6:3      |